# Most Storstrøm
Most Storstrøm (dansko Storstrømsbroen) je cestni in železniški ločni most, ki prečka Storstrømmen med otokoma Falster in Masnedø na Danskem.
Skupaj z mostom Masnedsund povezuje Falster in Zelandijo (Sjælland). To je bila glavna cestna povezava med otoki, dokler niso leta 1985 odprli mostove Farø. Še vedno je del železniške povezave med otoki Lolland, Falster in Zeland. Je na železniški progi med Københavnom in Hamburgom v Nemčiji.

## Zgodovina
Most je zasnoval oddelek za mostove pri Danskih državnih železnicah (DSB), ki ga je vodil Anker Engelund in s pomočjo danskega podjetja Christiani & Nielsen. Začetni projektni predlog je opisoval most z dvotirno železnico, tremi glavnimi razponi z jeklenimi loki in pristopnimi razponi betonskega krovnega loka.
Jeseni 1932 je britansko podjetje Dorman, Long & Co. oddalo ponudbo za gradnjo mostu Storstrøm kot jeklenega mostu. Ker predložena ponudba ni bila povsem sprejemljiva, je DSB pripravil nov projektni predlog, ki je bil brez javnega razpisa odobren podjetju Dorman, Long & Co.. Pogodba za delo je bila podpisana 13. maja 1933, pri čemer je jekleno zgornjo konstrukcijo izdelal Dorman, Long & Co., medtem ko so bili podkonstrukcija in zemeljska dela dodeljena Christiani & Nielsen kot podizvajalec. Guy Anson Maunsell je bil imenovan za generalnega direktorja konzorcija.
Most Storstrøm je 26. septembra 1937 odprl kralj Kristijan X.; slovesnosti se je udeležilo več kot 40.000 ljudi. Skupni stroški mostu Storstrøm so znašali 28,5 milijona DKK ali približno 41,0 milijona DKK, če upoštevamo tudi most Masnedsund in povezana dela na cesti in železnici.

### Zaskrbljenost zaradi škode
18. oktobra 2011 je Banedanmark napovedal takojšnjo odpoved železniškega prometa čez most, potem ko je bila odkrita razpoka v enem od razponov. Nadaljnja preiskava je pokazala skupno 11 razpok, dolgih med 17 in 55 cm. Med popravilom je bil delno zaprt tudi eden od obeh pasov. Most je bil ponovno odprt za lahki železniški promet 21. novembra 2011, za redni železniški promet pa 23. januarja 2012.

## Struktura
Most Storstrøm je dolg 3199 metrov in širok 9 metrov. Trije glavni razponi vezanega loka imajo dolžine 103,9 m, 137,8 m oziroma 103,9 m. Osrednji razpon ima spodaj 26,0 metrov, v drugih dveh pa se zmanjša na 25,2 metra. Medločna opornica je zgrajena kot dvojni Warrenov okvir.
Most ima skupno 50 razponov. Konfiguracija pristopnega razpona je nekoliko nenavadna, s stebri, ki so razporejeni izmenično 57,8 m in 62,2 m drug od drugega, in visečimi razponi, nameščenimi v daljših razponih.
Cestna ploščad je široka 5,6 metra.
Most ima 49 stebrov različnih višin, ki segajo do največje globine vode 13,8 metra. Vsak steber sloni na betonskih temeljih, vlitih na izkopano dno morja, znotraj zapornice. Nekatere stebre je bilo mogoče izkopati in uliti s kesonom brez vode, kjer je bila zemlja dovolj vodoodporna, druge pa je bilo treba izkopati in uliti pod vodo. Jekleni pločevinasti piloti so bili zabiti v strugo okoli kesona. Temelje so nadaljevali navzgor do nivoja 3 metre pod vodno gladino.
Odsek stebra od 3 metrov pod vodno gladino do 3 metrov nad vodo je bil izdelan iz montažnih in granitno obloženih betonskih lupin. Te so postavili na svoje mesto in nato zalili z betonom. Preostanek višine vsakega stebra je bil ustvarjen z drsnimi jeklenimi opaži. Zgornji deli stebrov so votli. Stebri v polni višini segajo do največ 38 metrov.

## Prihodnost
V okviru načrtovanega projekta Fehmarn Belt Fixed Link bo železnica od Ringsteda do Rødbyhavna elektrificirana, med Vordingborgom in Rødbyhavnom pa tudi spremenjena iz enotirne v dvotirno. Prvotni načrti so most Storstrøm pustili kot izjemo pri dvotirni pretvorb, vendar je pričakovano povečanje prometa v kombinaciji z odkritjem slabega stanja mostu povzročilo odločitev o popolni zamenjavi mostu Storstrøm.

### Zamenjava
Ker je bilo leta 2011 ugotovljeno, da je most v slabem stanju, je bil Banedanmark zadolžen za preiskavo različnih dolgoročnih rešitev. Njihovo priporočilo je bilo zgraditi nov most in avgusta 2012 je danska vlada predlagala dodelitev sredstev za gradnjo novega mostu. Parlamentarni dogovor o gradnji nadomestnega mostu Storstrøm je bil dosežen 21. marca 2013, zakon o gradnji (dansko anlægslov) pa je bil sprejet 26. maja 2015. Novi most je naročil Vejdirektoratet, preliminarno pa so ga zasnovala danska podjetja COWI, Dissing+Weitling in Hasløv & Kjærsgaard. Oktobra 2017 je bilo objavljeno, da je bilo skupno podjetje italijanskih podjetij Itinera, Condotte in Grandi Lavori Fincosit izbrano za gradnjo mostu po zasnovi Studio de Miranda Associati.
Nov most bo z enim pilonom most s poševnimi zategami za elektrificirano dvotirno železnico, ki omogoča hitrosti 200 km/h, dvema prometnima pasovoma, ki omogočata 80 km/h ter peš in kolesarsko stezo. Za cestni promet je bilo predvideno odprtje leta 2022, za železniški promet pa leta 2023, vendar je bilo to zaradi pandemije koronavirusa odloženo. Spremenjeno odprtje za cestni promet je zdaj sredi leta 2024, za železniški promet pa leta 2026. Proračun za gradnjo novega mostu je približno 2,1 milijarde DKK od celotnega projekta v višini cca. 4,1 milijarde DKK. Slovesnost pred začetkom gradnje novega mostu je potekala 27. septembra 2018.
Trenutni most Storstrøm naj bi porušili, ko bo novi most dokončan.

## V popularni kulturi
Leta 1950 je Carl Th. Dreyer, eden najbolj znanih danskih filmskih ustvarjalcev, običajno znan po svojih dramskih produkcijah, posnel kratek dokumentarec o mostu.